# Chevetogne
Chevetogne (en wallon Tchèvètogne) est une section de la ville belge de Ciney située en Région wallonne dans la province de Namur.
C'était une commune à part entière avant la fusion des communes de 1977. Elle comprend les hameaux de Enhet et Ronvaux.
Elle est célèbre pour son monastère bénédictin, l'abbaye de Chevetogne, créé en 1925 par dom Lambert Beauduin à Amay et qui s'est implanté à Chevetogne en 1939. Il est consacré à la prière pour l'unité des chrétiens, divisés depuis des siècles en différentes Églises. Il se caractérise, en particulier par la célébration simultanée, en deux églises, en rite latin et en rite byzantin, des offices liturgiques quotidiens.

## Géographie
Chevetogne est situé à 19 km de Dinant et à 10 km de Ciney. Le point culminant est situé à Ronvaux à 317 mètres d'altitude (au lieu-dit le Tige de Ronvaux). Le sol est argilo-calcaire et schisteux. Le village compte 75 hectares de bois et est exclusivement agricole. Chevetogne est arrosé par l'Iwoigne, un affluent de la Lesse.
Hameaux : Ronvaux, Enhet et Les Hirs.

## Évolution démographique
- Source: DGS, 1831 à 1970=recensements population, 1976= habitants au 31 décembre

## Histoire
Chevetogne est un des plus anciens villages de la commune de Ciney.
Enhet demeura de tout temps terre liégeoise, siège d'une seigneurie féodale hautaine. Chevetogne était une enclave luxembourgeoise dans la principauté de Liège : cette enclave était rattachée depuis le XVe siècle à la seigneurie de Han-sur-Lesse; Enhet était un territoire liégeois, enfin Ronvaux et Les Hirs faisaient partie du ban de Leignon, au Comté de Namur.
Au cours de la Bataille de France, Chevetogne est prise le 12 mai 1940 par les Allemands du Schützen-Regiment 7 (unité de la 7e Panzerdivision d'Erwin Rommel).

## Patrimoine et culture

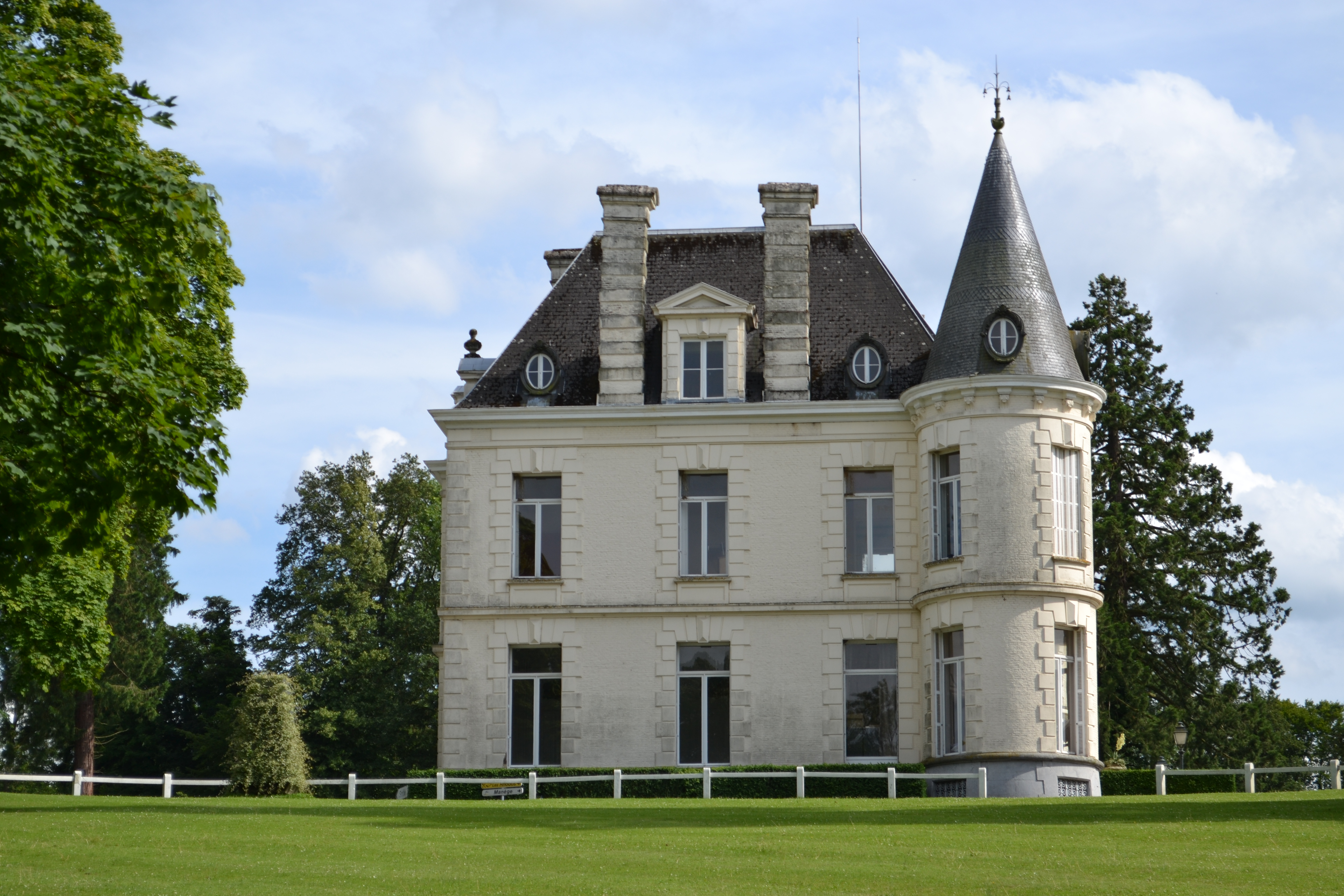
Domaine de Chevetogne, le château.

## Économie
Le domaine provincial à Chevetogne situé sur le site du château de Chevetogne et son parc.

## Personnalité originaire de Chevetogne
- Marc Jottard (17 décembre 1899-?), consul général de Belgique à Barcelone pendant la guerre 40-45, il a aidé de nombreux Belges à rejoindre clandestinement l'Angleterre. C'est lui qui a mené l'évasion des ministres Pierlot et Spaak de la frontière franco-espagnole à Lisbonne en 1940[2].